# U-124 (tàu ngầm Đức) (1940)
U-124 (tên lóng "Edelweissboot") là một tàu ngầm tuần dương  Lớp Type IX thuộc phân lớp Type IXB được Hải quân Đức Quốc Xã chế tạo trước Chiến tranh Thế giới thứ hai. Nhập biên chế năm 1940, nó đã thực hiện tổng cộng mười một chuyến tuần tra, đánh chìm tổng cộng 56 tàu buôn với tổng tải trọng 219.862 GRT và hai tàu chiến với tổng tải trọng 5.775 tấn, đồng thời gây hư hại cho bốn tàu buôn tổng tải trọng 30.067 GRT. U-124 được xếp thứ tư trong số những tàu ngầm U-boat thành công nhất trong Thế Chiến II. Trong chuyến tuần tra cuối cùng tại Đại Tây Dương, U-124 bị tàu corvette HMS Stonecrop và tàu sà lúp HMS Black Swan Hải quân Hoàng gia Anh đánh chìm trong vịnh Biscay về phía Tây Oporto, Bồ Đào Nha vào ngày 2 tháng 4, 1943.

## Thiết kế và chế tạo

### Thiết kế
Thiết kế của tàu ngầm Type IXB là phiên bản nâng cấp nhỏ từ Type IXA, tăng thêm trữ lượng nhiên liệu để kéo dài tầm xa hoạt động. Chúng có trọng lượng choán nước 1.051 t (1.034 tấn Anh) khi nổi và 1.178 t (1.159 tấn Anh) khi lặn. Con tàu có chiều dài chung 76,50 m (251 ft 0 in), lớp vỏ trong chịu áp lực dài 58,75 m (192 ft 9 in), mạn tàu rộng 6,51 m (21 ft 4 in), chiều cao 9,60 m (31 ft 6 in) và mớn nước 4,70 m (15 ft 5 in).
Chúng trang bị hai động cơ diesel MAN M 9 V 40/46 siêu tăng áp 9-xy lanh 4 thì, tổng công suất 4.400 PS (3.200 kW; 4.300 bhp), dẫn động hai trục chân vịt đường kính 1,92 m (6,3 ft), cho phép đạt tốc độ tối đa 18,2 kn (33,7 km/h), và tầm hoạt động tối đa 12.000 nmi (22.000 km) khi đi tốc độ đường trường 10 kn (19 km/h). Khi đi ngầm dưới nước, chúng sử dụng hai động cơ/máy phát điện Siemens-Schuckert 2 GU 345/34 tổng công suất 1.000 PS (740 kW; 990 shp). Tốc độ tối đa khi lặn là 7,3 kn (13,5 km/h), và tầm hoạt động 64 nmi (119 km) ở tốc độ 4 kn (7,4 km/h). Con tàu có khả năng lặn sâu đến 230 m (750 ft).
Vũ khí trang bị có sáu ống phóng ngư lôi 53,3 cm (21 in), bao gồm bốn ống trước mũi và hai ống phía đuôi, và mang theo tổng cộng 22 quả ngư lôi 53,3 cm (21 in). Tàu ngầm Type IX trang bị một hải pháo 10,5 cm (4,1 in) SK C/32 với 110 quả đạn, một pháo phòng không 3,7 cm (1,5 in) SK C/30 và hai pháo phòng không 2 cm (0,79 in) C/30. Thủy thủ đoàn bao gồm 4 sĩ quan và 44 thủy thủ.

### Chế tạo
U-124 được đặt hàng vào ngày 15 tháng 12, 1938, và được đặt lườn tại xưởng tàu AG Weser của hãng DeSchiMAG ở Bremen vào ngày 11 tháng 8, 1939. Nó được hạ thủy vào ngày 9 tháng 3, 1940, và nhập biên chế cùng Hải quân Đức Quốc Xã vào ngày 11 tháng 6, 1940 dưới quyền chỉ huy của Hạm trưởng, Đại úy Hải quân Georg-Wilhelm Schulz.

## Lịch sử hoạt động

### 1940
Hạt nhân thủy thủ đoàn của U-124 dưới quyền Đại úy Schulz hầu hết xuất thân từ tàu ngầm U-64, vốn bị đánh chìm trong Chiến dịch Na Uy.

#### Chuyến tuần tra thứ nhất
U-124 khởi hành từ cảng Wilhelmshaven vào ngày 19 tháng 8, 1940 cho chuyến tuần tra đầu tiên trong chiến tranh. Nó tiến ra Bắc Hải, rồi băng qua khe GIUK giữa các quần đảo Shetland và Faroe để hoạt động trong vùng biển Bắc Đại Tây Dương về phía Tây Scotland và Ireland (Khu vực Tiếp cận phía Tây). Ở vị trí về phía Tây Bắc Scotland, nó đã tấn công Đoàn tàu HX 65A vào ngày 25 tháng 8, đánh chìm các tàu buôn Anh  Harpalyce 5.169 GRT và Fircrest 5.394 GRT cùng gây hư hại cho chiếc tàu buôn Anh Stakesby 3.900 GRT. Chiếc tàu ngầm sau đó phải lặn sâu để né tránh 12 quả mìn sâu được tàu corvette Anh HMS Godetia thả xuống phản công; tuy nhiên va chạm với đáy biển đã khiến U-124 bị hỏng ba trong số bốn ống phóng ngư lôi phía mũi, nên trong suốt thời gian còn lại của chuyến tuần tra nó chỉ trinh sát thời tiết. Nó kết thúc chuyến tuần tra và đi đến cảng Lorient bên bờ biển Đai Tây Dương của Pháp đã bị Đức chiếm đóng, đến nơi vào ngày 16 tháng 9.

#### Chuyến tuần tra thứ hai
Trong chuyến tuần tra thứ hai diễn ra từ ngày 5 tháng 10 đến ngày 13 tháng 11, U-124 tiếp tục hoạt động tại Khu vực Tiếp cận phía Tây. Tại đây nó đã đánh chìm tàu buôn Canada Trevisa 1.813 GRT ở vị trí khoảng 218 nmi (404 km) về phía Tây Rockall vào ngày 16 tháng 10. Sang ngày hôm sau 17 tháng 10, lúc 09 giờ 06 phút, tàu ngầm Anh HMS Clyde đã phóng ba quả ngư lôi nhắm vào U-124 nhưng không trúng đích, và chiếc U-boat hoàn toàn không hay biết đã bị tấn công.
Tiếp tục chuyến tuần tra, U-124 tấn công đoàn tàu OB-229 ở vị trí khoảng 260 nmi (480 km) về phía Tây Rockall vào ngày 20 tháng 10, đánh chìm chiếc tàu buôn Na Uy Cubano 5.810 GRT, và tàu buôn Anh Sulaco 5.389 GRT. Sau đó đến lượt các tàu buôn Anh Rutland 1.437 GRT vào ngày 31 tháng 10, và Empire Bison 5.612 GRT vào ngày hôm sau.

#### Chuyến tuần tra thứ ba
Rời căn cứ Lorient vào ngày 16 tháng 12 cho chuyến tuần tra thứ ba, U-124 quay trở lại hoạt động tại Khu vực Tiếp cận phía Tây. Nó đã đánh chìm chiếc tàu buôn Anh Empire Thunder 5.965 GRT ở vị trí khoảng 100 nmi (190 km) về phía Đông Bắc Rockall vào ngày 6 tháng 1, 1941. Chiếc U-boat kết thúc chuyến tuần tra và quay trở về cảng Lorient vào ngày 22 tháng 1.

### 1941

#### Chuyến tuần tra thứ tư
U-124 khởi hành từ cảng Lorient vào ngày 23 tháng 2, 1941 cho chuyến tuần tra thứ tư, và đã hướng xuống phía Nam để hoạt động dọc theo bờ biển Tây Phi, trở thành một trong những chuyến tuần tra thành công của chiếc U-boat, khi nó đánh chìm được mười một tàu đối phương với tổng tải trọng 53.297 GRT.
Chiếc tàu ngầm được tiếp thêm nhiên liệu vào ngày 4 tháng 3 tại cảng  Las Palmas ở quần đảo Canary thuộc Tây Ban Nha trung lập, và hai ngày sau đó đã gặp gỡ các thiết giáp hạm Đức Scharnhorst và Gneisenau dưới quyền chỉ huy của Đô đốc Günther Lütjens, có nhiệm vụ tấn công Đoàn tàu SL-67 được thiết giáp hạm Anh HMS Malaya hộ tống. Lütjens muốn chiếc tàu ngầm đánh chìm được Malaya để ông có thể tiêu diệt toàn bộ đoàn tàu vận tải đối phương. Trong đêm 7 / 8 tháng 3, U-124 tấn công đoàn tàu ở vị trí về phía Bắc quần đảo Cape Verde, đánh chìm được các tàu buôn Anh Nardana 7.974 GRT, Hindpool 4.897 GRT, Tielbank 5.984 GRT, và Lahore 5.304 GRT. Tuy nhiên Malaya không bị hư hại và các thiết giáp hạm Đức phải hủy bỏ kế hoạch tấn công.
U-124 tiếp tục chuyến tuần tra xa hơn về phía Nam đến tận ngoài khơi Freetown, Sierra Leone, nơi nó đánh chìm thêm bảy tàu buôn đối phương. Tàu buôn Anh Umona 3.767 GRT vào ngày 30 tháng 3, tàu buôn Anh Marlene 6.507 GRT vào ngày 4 tháng 4, tàu buôn Canada Portadoc 1.746 GRT vào ngày 7 tháng 4, tàu buôn Anh Tweed 2.697 GRT một ngày sau đó, tàu buôn Hy Lạp Aegeon 5.285 GRT vào ngày 11 tháng 4, tàu buôn Anh St. Helena 4.313 GRT vào ngày 12 tháng 4, và tàu buôn Anh Corinthic 4.823 GRT vào ngày 13 tháng 4. Chiếc U-boat kết thúc chuyến tuần tra và quay trở về cảng Lorient vào ngày 1 tháng 5.

#### Chuyến tuần tra thứ năm
Trong chuyến tuần tra tiếp theo diễn ra từ ngày 10 tháng 7 đến ngày 25 tháng 8, U-124 hoạt động trong vùng biển Đại Tây Dương ở lối ra vào phía Tây của eo biển Gibraltar và ngoài khơi Maroc. Tuy nhiên chiếc tàu ngầm đã không đánh chìm được mục tiêu nào.

#### Chuyến tuần tra thứ sáu
U-124 xuất phát từ căn cứ Lorient vào ngày 16 tháng 9 cho chuyến tuần tra thứ sáu để hoạt động trong Bắc Đại Tây Dương về phía Tây vịnh Biscay. Vào ngày 20 tháng 9, nó tấn công Đoàn tàu OG-74 và đã đánh chìm các tàu buôn Anh Baltallinn 1.303 GRT và Empire Moat 2.922 GRT ở vị trí về phía Tây Bắc quần đảo Azores. Sau đó nó tiếp tục đánh chìm tàu buôn Anh Empire Stream 2.922 GRT thuộc Đoàn tàu HG-73 vào ngày 25 tháng 9; rồi sang ngày hôm sau 26 tháng 9 lại tiếp tục tấn công đoàn tàu này, đánh chìm các tàu buôn Anh Petrel 1.374 GRT, Cortes 1.354 GRT, và tàu buôn Na Uy Siremalm 2.468 GRT. U-124 quay trở về cảng Lorient vào ngày 1 tháng 10.

#### Chuyến tuần tra thứ bảy
Sau gần một tháng ở lại căn cứ, U-124 bắt đầu chuyến tuần tra thứ bảy từ ngày 30 tháng 10, và hướng xuống phía Nam để hoạt động trong khu vực Nam Đại Tây Dương. Vào ngày 24 tháng 11, nó đụng độ với tàu tuần dương hạng nhẹ Anh HMS Dunedin (4.850 tấn), vốn đang truy lùng tàu cướp tàu buôn Atlantis và tàu tiếp liệu Python. Cho dù Dunedin đang ở ngoài tầm bắn lý thuyết của ngư lôi Đức, nó vẫn bị đánh trúng hai quả và đắm trong vòng 17 phút ở vị trí về phía Đông đá St. Paul, khiến 419 sĩ quan và thủy thủ thiệt mạng.
U-124 tiếp tục tuần tra ở khu vực Nam Đại Tây Dương cho đến ngày 3 tháng 12 khi nó bắt gặp, truy đuổi và đánh chìm tàu buôn Hoa Kỳ Sagadahoc 6.275 GRT; Sagadahoc trở thành tàu buôn Hoa Kỳ thứ tư, cũng là cuối cùng, bị U-boat đánh chìm trước khi Hoa Kỳ chính thức tham gia Thế Chiến II. Sau đó vào ngày 9 tháng 12, chiếc tàu ngầm bị các khẩu đội phòng thủ duyên hải tại Fort Thornton, Georgetown trên đảo Ascension bắn phá nhưng không bị hư hại. Nó kết thúc chuyến tuần tra tại Lorient vào ngày 29 tháng 12.

### 1942

#### Chuyến tuần tra thứ tám
U-124 xuất phát từ Lorient vào ngày 21 tháng 2, 1942 cho chuyến tuần tra thứ tám, và đã băng qua suốt Đại Tây Dương để đánh phá tàu bè dọc theo bờ biển phía Đông của Hoa Kỳ trong khuôn khổ Chiến dịch Paukenschlag (tiếng Anh: Chiến dịch Drumbeat). Đây trở thành chuyến tuần tra thành công nhất của U-124, khi nó đánh chìm hoặc gây hư hại cho mười tàu đối phương với tổng tải trọng 68.215 GRT. Giống như các hạm trưởng U-boat khác cùng tham gia chiến dịch, Mohr cảm thấy dễ dàng vượt qua hàng phòng thủ của phía Hoa Kỳ. Trên đường đi ở vị trí khoảng 230 nmi (430 km) về phía bắc quần đảo Bermuda, nó đã đánh chìm tàu chở dầu Anh British Resource 7.209 GRT vào ngày 14 tháng 3.
Sau đó chỉ trong vòng tháng 3, dọc bờ Đông Hoa Kỳ ngoài khơi Virginia và Carolinas, chiếc U-boat đã đánh chìm bảy tàu buôn và gây hư hại thêm hai chiếc khác. Trong ngày 17 tháng 3, nó đánh chìm tàu buôn Honduras Ceiba 1.698 GRT, và gây hư hại cho tàu chở dầu Hoa Kỳ Acme 6.878 GRT. Sang ngày hôm sau 18 tháng 3, nó tiếp tục đánh chìm tàu chở dầu Hoa Kỳ E. M. Clark 9.647 GRT, và tàu buôn Hy Lạp Kassandra Louloudis 5.106 GRT. Sau đó đến lượt các tàu chở dầu Hoa Kỳ SS Papoose 5.939 GRT và W. E. Hutton 7.076 GRT cùng bị đánh chìm vào ngày 19 tháng 3; các tàu chở dầu Hoa Kỳ Atlantic Sun 11.355 GRT và Esso Nashville 7.934 GRT cùng bị hư hại vào ngày 21 tháng 3; và cuối cùng tàu chở dầu Hoa Kỳ Naeco 5.373 GRT bị đánh chìm vào ngày 23 tháng 3. Chiếc U-boat về đến cảng Lorient vào ngày 10 tháng 4.

#### Chuyến tuần tra thứ chín
Trong chuyến tuần tra thứ chín, diễn ra từ ngày 4 tháng 5 đến ngày 26 tháng 6, U-124 hoạt động tại khu vực giữa Bắc Đại Tây Dương, và đã tham gia cùng bầy sói Hecht. Ở vị trí về phía Đông Nam mũi Farewell, Greenland, bốn tàu buôn thuộc Đoàn tàu ON-92 đã bị chiếc U-boat đánh chìm chỉ trong ngày 12 tháng 5: tàu buôn Anh Cristales 5.389 GRT, tàu buôn Anh Llandover 4.959 GRT, tàu CAM Anh Empire Dell 7.065 GRT,  và tàu buôn Hy Lạp Mount Parnes 4.371 GRT.
Nạn nhân tiếp theo của U-124 là tàu corvette thuộc phe Pháp Tự do Mimosa (925 tấn) vốn bị đánh chìm với tổn thất nhân mạng nặng nề , trong khi đang hộ tống cho Đoàn tàu ONS-100 ở vị trí khoảng 600 nmi (1.100 km) về phía Đông Nam mũi Farewell.  Sau đó còn có tàu buôn Anh Dartford 4.093 GRT bị đánh chìm vào ngày 12 tháng 6; và tàu buôn Hoa Kỳ Seattle Spirit 5.627 GRT bị đánh chìm vào ngày 18 tháng 6. U-124 kết thúc chuyến tuần tra tại Lorient vào ngày 26 tháng 6.

#### Chuyến tuần tra thứ mười
U-124 khởi hành từ Lorient vào ngày 25 tháng 11 cho chuyến tuần tra thứ mười, và đã chuyển phạm vi hoạt động đến dọc bờ biển Tây Bắc của lục địa Nam Mỹ. Tại đây nó đã đánh chìm tàu buôn Anh Treworlas 4.692 GRT ở vị trí khoảng 50 nmi (93 km) về phía Đông Port of Spain, Trinidad vào ngày 28 tháng 12. Sau đó vào ngày 1 tháng 1, 1943, chiếc tàu ngầm bị một thủy phi cơ PBY Catalina thuộc Liên đội VP-53 Hải quân Hoa Kỳ tấn công ở vị trí về phía Đông Port of Spain, nhưng nó thoát được mà không bị hư hại.
Đến ngày 9 tháng 1, 1943, nó lại tấn công Đoàn tàu TB-1 ở vị trí khoảng 100 nmi (190 km) về phía Đông Bắc Paramaribo, Guiana thuộc Hà Lan, đánh chìm các tàu buôn Hoa Kỳ Minotaur 4.554 GRT, Collingsworth 5.101 GRT, và  Birmingham City 6.194 GRT, cùng với tàu chở dầu Hoa Kỳ Broad Arrow 7.718 GRT, Chiếc U-boat quay trở về căn cứ vào ngày 13 tháng 2, 1943.

### 1943

#### Chuyến tuần tra thứ mười một - Bị mất
Xuất phát từ cảng Lorient vào ngày 27 tháng 3, 1943, U-124 thực hiện chuyến tuần tra thứ mười một, cũng là chuyến cuối cùng, để hướng ra Đại Tây Dương phía Tây Nam. Nó chỉ vừa rời khu vực vịnh Biscay và đang ở ngoài khơi bờ biển Bồ Đào Nha, khi bị các tàu corvette HMS Stonecrop và tàu sà lúp HMS Black Swan của Hải quân Hoàng gia Anh thả mìn sâu tấn công vào ngày 2 tháng 4. U-124 bị đánh chìm phía Tây Oporto, Bồ Đào Nha, tại tọa độ 41°02′B 15°39′T / 41,033°B 15,65°T; toàn bộ 53 thành viên thủy thủ đoàn của U-124 đều tử trận.

### "Bầy sói" tham gia
U-124 từng tham gia hai bầy sói:
- Süd (22 tháng 7, – 5 tháng 8, 1941)
- Hecht (8 tháng 5, – 18 tháng 6, 1942)

### Tóm tắt chiến công
U-124 đã đánh chìm được 56 tàu buôn với tổng tải trọng 219.862 GRT và hai tàu chiến với tổng tải trọng 5.775 tấn, đồng thời gây hư hại cho bốn tàu buôn tổng tải trọng 30.067 GRT. U-124 được xếp thứ tư trong số những tàu ngầm U-boat thành công nhất trong Thế Chiến II.
| Ngày              | Tên tàu             | Quốc tịch              | Tải trọng | Số phận      |
| ----------------- | ------------------- | ---------------------- | --------- | ------------ |
| 25 tháng 8, 1940  | Fircrest            | Anh Quốc               | 5.394     | Bị đánh chìm |
| 25 tháng 8, 1940  | Harpalyce           | Anh Quốc               | 5.169     | Bị đánh chìm |
| 25 tháng 8, 1940  | Stakesby            | Anh Quốc               | 3.900     | Bị hư hại    |
| 16 tháng 10, 1940 | Trevisa             | Canada                 | 1.813     | Bị đánh chìm |
| 20 tháng 10, 1940 | Cubano              | Na Uy                  | 5.810     | Bị đánh chìm |
| 20 tháng 10, 1940 | Sulaco              | Anh Quốc               | 5.389     | Bị đánh chìm |
| 31 tháng 10, 1940 | Rutland             | Anh Quốc               | 1.437     | Bị đánh chìm |
| 1 tháng 11, 1940  | Empire Bison        | Anh Quốc               | 5.612     | Bị đánh chìm |
| 6 tháng 1, 1941   | Empire Thunder      | Anh Quốc               | 5.965     | Bị đánh chìm |
| 8 tháng 3, 1941   | Hindpool            | Anh Quốc               | 4.897     | Bị đánh chìm |
| 8 tháng 3, 1941   | Lahore              | Anh Quốc               | 5.304     | Bị đánh chìm |
| 8 tháng 3, 1941   | Nardana             | Anh Quốc               | 7.974     | Bị đánh chìm |
| 8 tháng 3, 1941   | Tielbank            | Anh Quốc               | 5.984     | Bị đánh chìm |
| 30 tháng 3, 1941  | Umona               | Anh Quốc               | 3.767     | Bị đánh chìm |
| 4 tháng 4, 1941   | Marlene             | Anh Quốc               | 6.507     | Bị đánh chìm |
| 7 tháng 4, 1941   | Portadoc            | Canada                 | 1.746     | Bị đánh chìm |
| 8 tháng 4, 1941   | Tweed               | Anh Quốc               | 2.697     | Bị đánh chìm |
| 11 tháng 4, 1941  | Aegeon              | Hy Lạp                 | 5.285     | Bị đánh chìm |
| 12 tháng 4, 1941  | St. Helena          | Anh Quốc               | 4.313     | Bị đánh chìm |
| 13 tháng 4, 1941  | Corinthic           | Anh Quốc               | 4.823     | Bị đánh chìm |
| 20 tháng 9, 1941  | Baltallin           | Anh Quốc               | 1.303     | Bị đánh chìm |
| 20 tháng 9, 1941  | Empire Moat         | Anh Quốc               | 2.922     | Bị đánh chìm |
| 25 tháng 9, 1941  | Empire Stream       | Anh Quốc               | 2.922     | Bị đánh chìm |
| 26 tháng 9, 1941  | Cortes              | Anh Quốc               | 1.374     | Bị đánh chìm |
| 26 tháng 9, 1941  | Petrel              | Anh Quốc               | 1.354     | Bị đánh chìm |
| 26 tháng 9, 1941  | Siremalm            | Na Uy                  | 2.468     | Bị đánh chìm |
| 26 tháng 11, 1941 | HMS Dunedin         | Hải quân Hoàng gia Anh | 4.850     | Bị đánh chìm |
| 3 tháng 12, 1941  | Sagadahoc           | Hoa Kỳ                 | 6.275     | Bị đánh chìm |
| 14 tháng 3, 1942  | British Resource    | Anh Quốc               | 7.209     | Bị đánh chìm |
| 17 tháng 3, 1942  | Acme                | Hoa Kỳ                 | 6.878     | Bị hư hại    |
| 17 tháng 3, 1942  | Ceiba               | Honduras               | 1.698     | Bị đánh chìm |
| 18 tháng 3, 1942  | E. M. Clark         | Hoa Kỳ                 | 9.647     | Bị đánh chìm |
| 18 tháng 3, 1942  | Kassandra Louloudis | Hy Lạp                 | 5.106     | Bị đánh chìm |
| 19 tháng 3, 1942  | SS Papoose          | Hoa Kỳ                 | 5.939     | Bị đánh chìm |
| 19 tháng 3, 1942  | W. E. Hutton        | Hoa Kỳ                 | 7.076     | Bị đánh chìm |
| 21 tháng 3, 1942  | Atlantic Sun        | Hoa Kỳ                 | 11.355    | Bị hư hại    |
| 21 tháng 3, 1942  | Esso Nashville      | Hoa Kỳ                 | 7.934     | Bị hư hại    |
| 23 tháng 3, 1942  | Naeco               | Hoa Kỳ                 | 5.373     | Bị đánh chìm |
| 12 tháng 5, 1942  | Cristales           | Anh Quốc               | 5.389     | Bị đánh chìm |
| 12 tháng 5, 1942  | Empire Dell         | Anh Quốc               | 7.065     | Bị đánh chìm |
| 12 tháng 5, 1942  | Llandover           | Anh Quốc               | 4.959     | Bị đánh chìm |
| 12 tháng 5, 1942  | Mount Parnes        | Anh Quốc               | 4.371     | Bị đánh chìm |
| 9 tháng 6, 1942   | Mimosa              | Pháp Tự do             | 925       | Bị đánh chìm |
| 12 tháng 6, 1942  | Dartford            | Anh Quốc               | 4.093     | Bị đánh chìm |
| 18 tháng 6, 1942  | Seattle Spirit      | Hoa Kỳ                 | 5.627     | Bị đánh chìm |
| 28 tháng 12, 1942 | Treworlas           | Anh Quốc               | 4.692     | Bị đánh chìm |
| 9 tháng 1, 1943   | Birmingham City     | Hoa Kỳ                 | 6.194     | Bị đánh chìm |
| 9 tháng 1, 1943   | Broad Arrow         | Hoa Kỳ                 | 7.718     | Bị đánh chìm |
| 9 tháng 1, 1943   | Collingsworth       | Hoa Kỳ                 | 5.101     | Bị đánh chìm |
| 9 tháng 1, 1943   | Minotaur            | Hoa Kỳ                 | 4.554     | Bị đánh chìm |
| 2 tháng 4, 1943   | Gogra               | Anh Quốc               | 5.190     | Bị đánh chìm |
| 2 tháng 4, 1943   | Katha               | Anh Quốc               | 4.357     | Bị đánh chìm |